# 20 до н. е.

## Події
- Консульство Марка Апулея та Публія Силія Нерви.
- Шлюб Тіберія та Віпсанії Агріппіни
- Приєднання Киренаїки до Риму.
- Римське військо Тіберія займає Вірменію[1].
- На вірменський престол зведений Тигран, що був вихований у Римі.
- Посли парфянського правителя Фраата урочисто повернули Тиберію римські знамена та полонених, що були захоплені в попередніх війнах, та визнали Тиграна III.
- Аршак II став 9-м царем Грузії.

Хунну:
- Шаньюй хуннів Сеусє-Жоді.

## Народилися
- Ірод Антипа — тетрарх Галілеї та Переї з 4 року по 39 рік.
- Гай Юлій Цезар Віпсаніан, син Агріппи та Юлії Старшої, усиновлений Августом.
- Луцій Елій Сеян — політичний діяч ранньої Римської імперії.
- Гай Веллей Патеркул — римський історик.
- Федр (за іншими даними: 15 рік до н. е.) — давньоримський поет, байкар.

## Померли
- Фучжулей-Жоді — шаньюй Хунну з 31 по 20 рік до н. е.
- Арташес II — цар Великої Вірменії, представник династії Арташесідів
- Міріан II — цар Іберії з 30 до 20 року до н. е.